# حالت هارتل–هاوکینگ
در فیزیک نظری، حالت هارتل-هاوکینگ، که برگرفته از نامهای جیمز هارتل و استیون هاوکینگ، نظریه‌ای پیشنهادی برای وضعیت جهان پیش از دوره پلانک است.
هارتل و هاوکینگ چنین پیشنهاد می‌کنند که اگر ما در زمان رو به عقب و به سوی آغاز جهان سفر کنیم، متوجه خواهیم شد که بسیار نزدیک به نقطه‌ای که می‌توانست نقطه شروع جهان باشد، زمان جای خود را به فضا می‌دهد و در واقع ابتدا تنها فضا وجود داشت و زمان نبود. نقطه آغازین تنها برای موجودیت‌هایی معنی‌دار است که با زمان سروکار داشته باشند. از آنجا که زمان پیش از مه‌بانگ وجود نداشته‌است، مفهومی به نام آغاز جهان بی‌معنی است. بر اساس پیشنهاد هارتل-هاوکینگ، جهان آغازی به آن شکلی که در ذهن ماست، ندارد : جهان پیش-مه‌بانگ، یک تکینگی در فضا و زمان بود. بنابراین جهان حالت هارتل-هاوکینگ هیچ نقطه آغازی ندارد اما از جهان حالت پایدار فرد هویل متفاوت است؛ به بیان ساده، هیچ مرز آغازینی در فضا یا زمان ندارد.